# Come Over When You're Sober, Pt.2
Come Over When You're Sober, Pt.2 — другий та останній студійний альбом американського співака Lil Peep, випущений 9 листопада 2018 року через рік після смерті Густава внаслідок передозування наркотиками 15 листопада 2017. Цей випуск є першим із посмертних альбомів. Над альбомом працювали Smokeasac та продюсерське тріо IIVI.

## Історія
Після смерті Піпа його сім'я та лейбл почали робити резервні копії його Macbook Pro, на якому були записи невипущених пісень .
Пізніше, його друг і продюсер Smokeasac розповів про те, що Густав записав кілька невиданих пісень, спеціально створених для можливого продовження Come Over When You're Sober, Pt. 1.
У лютому 2018 він заявив, що альбом готовий, але буде випущений тоді, коли прийде час . 
Альбом вийшов 9 листопада 2018 року, він був підтриманий трьома синглами : Cry Alone, Runaway та Life is Beautiful, що є ремастером пісні Life, що спочатку була випущена на мікстейпі Feelz, 2015-го року.
Бонус-треки Falling Down та Sunlight On Your Skin це по суті одна і та ж пісня, але з різними виконавцями в кожній. Спільна з XXXTENTACION Falling Down, була засуджена друзями та шанувальниками Піпа, через те, що Густав і Джасей ніколи навіть не бачились вживу, а також те, що Джасей проявляв насильство в минулому, включаючи інцидент, в якому він напав на гея. На момент його смерті, він був звинувачений у домашньому насильстві. Незрозуміло, чи це реакція на ці події, чи ні, але незабаром після цього інциденту було випущено оригінальну версію пісні, «Sunlight On Your Skin», за участі iLoveMakonnen.
Після випуску альбом дебютував на 4 місці в американському Billboard 200, що зробило Come Over When You're Sober, Pt.2 першим альбомом Lil Peep, який потрапив до 10 найкращих альбомів США .

## Трек-ліст
| Come Over When You're Sober, Pt. 2' | Come Over When You're Sober, Pt. 2' | Come Over When You're Sober, Pt. 2'                             | Come Over When You're Sober, Pt. 2' | Come Over When You're Sober, Pt. 2' |
| #                                   | Назва                               | Автор                                                           | Producer(s)                         | Тривалість                          |
| ----------------------------------- | ----------------------------------- | --------------------------------------------------------------- | ----------------------------------- | ----------------------------------- |
| 1.                                  | «Broken Smile (My All)»             | Gustav Åhr Dylan Mullen Jason Pebworth George Astasio Jon Shave | Smokeasac IIVI                      | 4:40                                |
| 2.                                  | «Runaway»                           | Åhr Mullen Drew Fulk Steve Choi                                 | Smokeasac                           | 3:12                                |
| 3.                                  | «Sex with My Ex»                    | Åhr Mullen Shane Mullen                                         | Smokeasac 66swords                  | 3:33                                |
| 4.                                  | «Cry Alone»                         | Åhr Mullen Pebworth Astasio Shave                               | Smokeasac IIVI                      | 2:47                                |
| 5.                                  | «Leanin'»                           | Åhr Mullen Pebworth Astasio Shave Benjamin Friars-Funkhouser    | Smokeasac IIVI                      | 3:26                                |
| 6.                                  | «16 Lines»                          | Åhr Mullen Pebworth Astasio Shave Choi                          | Smokeasac IIVI                      | 4:04                                |
| 7.                                  | «Life Is Beautiful»                 | Åhr Mullen Pebworth Astasio Shave                               | Smokeasac IIVI                      | 3:27                                |
| 8.                                  | «Hate Me»                           | Åhr Mullen Pebworth Astasio Shave Lars Stalfors                 | Smokeasac IIVI Stalfors             | 3:00                                |
| 9.                                  | «IDGAF»                             | Åhr Mullen Pebworth Astasio Shave                               | Smokeasac IIVI                      | 3:34                                |
| 10.                                 | «White Girl»                        | Åhr Mullen Pebworth Astasio Shave                               | Smokeasac IIVI                      | 3:21                                |
| 11.                                 | «Fingers»                           | Åhr D. Mullen S. Mullen Fulk                                    | Smokeasac                           | 3:02                                |
| 38:06                               |                                     |                                                                 |                                     |                                     |